# Olympische Sommerspiele 2008/Teilnehmer (Vietnam)
| Gelbes Symbol für Goldmedaillen mit stilisierten Olympischen Ringen | Graues Symbol für Silbermedaillen mit stilisierten Olympischen Ringen | Braundes Symbol für Bronzemedaillen mit stilisierten Olympischen Ringen |
| ------------------------------------------------------------------- | --------------------------------------------------------------------- | ----------------------------------------------------------------------- |
| —                                                                   | 1                                                                     | —                                                                       |

Vietnam nahm 2008 in Peking zum 13. Mal an Olympischen Sommerspielen teil. Insgesamt umfasste die Delegation 21 Athleten. 
Fahnenträger bei der Eröffnungsfeier war Nguyễn Đình Cương.

## Medaillengewinner

### Silber
| Name           | Sportart     | Kategorie     |
| -------------- | ------------ | ------------- |
| Hoang Anh Tuấn | Gewichtheben | Männer -56 kg |

## Badminton
| Disziplin | Männer           | Frauen               |
| --------- | ---------------- | -------------------- |
| Einzel    | Nguyễn Tiến Minh | Lê Ngọc Nguyên Nhung |

## Gewichtheben
| Disziplin | Männer         | Frauen           |
| --------- | -------------- | ---------------- |
| -56 kg    | Hoang Anh Tuấn |                  |
| -63 kg    |                | Nguyen Thi Thiet |

## Leichtathletik
| Disziplin | Männer            | Frauen       |
| --------- | ----------------- | ------------ |
| 100 m     |                   | Vũ Thị Hương |
| 800 m     | Nguyễn Đình Cương |              |

## Schießen
| Disziplin                           | Männer            |
| ----------------------------------- | ----------------- |
| 10 m Luftgewehr, 50 m Freie Pistole | Nguyễn Mạnh Tường |

## Schwimmen
- Nguyễn Hữu Việt

## Taekwondo
| Disziplin | Männer          | Frauen          |
| --------- | --------------- | --------------- |
| -49 kg    |                 | Hoang Ha Giang  |
| -57 kg    |                 | Nguyen Hoai Thu |
| -58 kg    | Nguyễn Văn Hùng |                 |

## Tischtennis
| Disziplin | Männer         |
| --------- | -------------- |
| Einzel    | Doan Kien Quoc |

## Turnen
- Đỗ Thị Ngân Thương